# Strage di Via Schievano
Strage di Via Schievano è la denominazione giornalistica del pluriomicidio a sfondo politico avvenuto a Milano alle 08.15 dell'8 gennaio 1980, in cui furono uccisi tre poliziotti.
L'attentato venne rivendicato dalle Brigate Rosse (Colonna Walter Alasia) che volevano a loro modo dare il "benvenuto" al generale Carlo Alberto dalla Chiesa, appena trasferito nel capoluogo meneghino al comando della Divisione Pastrengo. Le vittime erano in servizio presso il commissariato di Porta Ticinese della Questura di Milano.

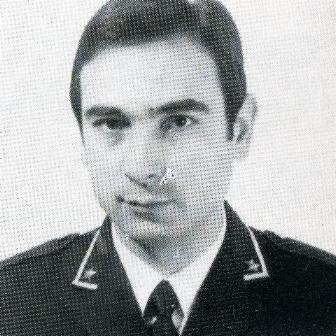

Un brigatista a bordo di una Fiat 128 bianca seguì la Fiat Ritmo usata come auto civetta dalla Polizia, impegnata in abituale un giro di perlustrazione e approfittando del traffico mattutino, la superò, quindi si fermò bloccandola sulla strada in un luogo convenuto con i tre componenti del comando brigatista, che uscendo da dove si erano riparati lungo la via aprirono il fuoco uccidendo il Vice Brigadiere Rocco Santoro (32 anni), l'appuntato Antonio Cestari (50) e l'agente Michele Tatulli (25) in via Schievano, non lontano dal sottopasso di viale Cassala.
Al processo secondo l'accusa alla guida dell'auto c'erano Nicolò De Maria mentre Barbara Balzerani, Mario Moretti e Nicola Gianicola spararono sulle forze dell'ordine, che colpite alle spalle perirono immediatamente. Per ricordare le vittime, il comune di Milano pose nella via sopracitata una lapide in loro onore. 

Il vetro anteriore della Ritmo crivellato di colpi all'altezza del conducente

Lato destro fiat Ritmo, con i segni dei colpi

## Note

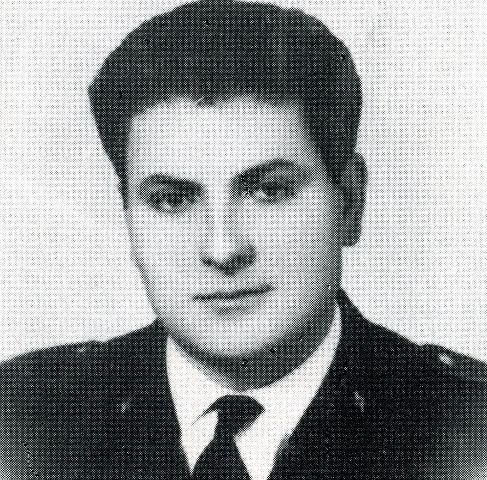

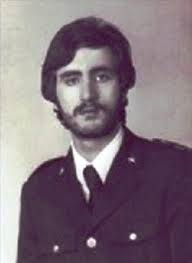